# Jönåkers, Rönö och Hölebo tingslag
Jönåkers, Rönö och Hölebo tingslag var ett tingslag i Södermanlands län och Nyköpings domsaga, bildat den 1 september 1914 (enligt beslut den 29 augusti 1913 och den 18 april 1914) genom sammanslagning av Hölebo tingslag och Jönåkers och Rönö tingslag. Tingslaget upplöstes den 1 januari 1948 (enligt beslut den 10 juli 1947) och dess verksamhet överfördes till Nyköpings domsagas tingslag.
Tingsställe var i Nyköping och tingshuset uppfördes 1909-1910 och invigdes den 16 januari 1911.

## Ingående områden
Tingslaget omfattade häraderna Hölebo, Jönåker och Rönö.